# John Francis Daley
John Francis Daley (ur. 20 lipca 1985 w Wheeling) – amerykański aktor, scenarzysta i reżyser filmowy, tworzący filmy wspólnie z Jonathanem Goldsteinem.

## Życiorys
Urodził się w Wheeling w Illinois jako syn nauczycielki gry na pianinie Nancy Daley i aktora R.F. Daleya. Jego matka był pochodzenia żydowskiego, a ojciec miał korzenie irlandzkie. Dorastał w Nyack, gdzie wystąpił w roli Danny’ego w produkcji Grease wystawianej w Nyack Middle School.
W 1994 mając 9 lat trafił na Broadway w musicalu Pete’a Townshenda The Who’s Tommy. Kilkakrotnie brał udział w przesłuchaniach do Les Misérables na Broadwayu – ale nigdy nie była wystarczająco wysoka, by zagrać Gavroche’a; kiedy był wystarczająco wysoki, stracił zainteresowanie.
W latach 1999–2000 grał postać Sama Weira, bohatera „Geeks” w serialu NBC Luzaki i kujony. Był na 94. miejscu na liście 100 największych nastoletnich gwiazd VH1.
Grywał też na kinowym ekranie, m.in. w komedii romantycznej Szkoła stewardes (2003). Za rolę doktora filozofii i psychologii Lance’a Sweetsa w serialu Kości (2007–2014) był nominowany do People’s Choice Award w 2015.
Gra na pianinie, perkusji oraz śpiewa w alternatywnym zespole rockowym Dayplayer.
Jest współscenarzystą filmu Spider-Man: Homecoming (2017).

## Życie prywatne
W 2014 poznał Corinne Kingsbury, z którą 6 lutego 2016 zawarł związek małżeński. Mają syna Basila.

## Filmografia
| Rok  | Tytuł                                                                           | Reżyser | Scenarzysta |
| ---- | ------------------------------------------------------------------------------- | ------- | ----------- |
| 2001 | What Babies Do (film krótkometrażowy)                                           | T       |             |
| 2011 | Szefowie wrogowie (Horrible Bosses)                                             |         | T           |
| 2011 | Audio Tour (film krótkometrażowy)                                               | T       | T           |
| 2013 | Niewiarygodny Burt Wonderstone (The Incredible Burt Wonderstone)                |         | T           |
| 2013 | Klopsiki kontratakują (Cloudy with a Chance of Meatballs 2)                     |         | T           |
| 2014 | Szefowie wrogowie 2 (Horrible Bosses 2)                                         |         | T           |
| 2015 | W nowym zwierciadle: Wakacje (Vacation)                                         | T       | T           |
| 2017 | Spider-Man: Homecoming                                                          |         | T           |
| 2018 | Wieczór gier (Game Night)                                                       | T       |             |
| 2023 | Dungeons & Dragons: Złodziejski honor (Dungeons & Dragons: Honor Among Thieves) | T       | T           |

### Obsada aktorska

#### Filmy
- 2003: Szkoła stewardes (View from the Top) jako Rodney
- 2011: Szefowie wrogowie (Horrible Bosses) jako Carter
- 2013: Niewiarygodny Burt Wonderstone (The Incredible Burt Wonderstone) jako sanitariusz
- 2015: W nowym zwierciadle: Wakacje (Vacation) jako operator jazdy
- 2018: Wieczór gier (Game Night) jako Carter

#### Seriale TV
- 1999–2000: Luzaki i kujony jako Sam Weir
- 2000–2001: Boston Public jako Anthony Ward
- 2000–2001: The Geena Davis Show jako Carter Ryan
- 2002: Spin City jako Spencer
- 2004: Potyczki Amy jako Jace Crosby
- 2005–2006: Kill grill jako Jim
- 2006: Oczytana jako Kevin
- 2007–2014: Kości jako dr Lance Sweets
- 2012: The Finder jako dr Lance Sweets
- 2016: Przepis na amerykański sen jako Jordan